# Hiti počasi
Hiti počasi je peti studijski album slovenskega glasbenega izvajalca Andreja Šifrerja, izdan leta 1990 pri ZKP RTV Ljubljana. Posnet je bil v Nashvillu z zvezni državi Tennessee v ZDA, ki velja za pomembno središče country glasbe. Album je bil posnet s tamkajšnjimi glasbeniki in ima tako značilen country prizvok.
Šifrer je bil po prvem poslušanju albuma v celoti razočaran, saj na njem ni prepoznal nobene uspešnice, in album celo označil za »katastrofo«. Album pa se je v nasprotju z njegovimi pričakovanji zelo dobro prodajal – prodanih je bilo namreč 90.000 izvodov (je trikrat platinasta plošča). Velja celo za najbolje prodan album v samostojni Sloveniji v 90-ih letih.
Leto po izidu slovenske izdaje se je Šifrer vrnil v studio v Nashville, kjer je posnel še verzijo albuma v angleščini. Album je leta 1991 izšel pod imenom Underground Cowboy in je do danes edini, ki je bil izdan v tujini.

## Glasba
K prodaji je pripomogla pesem »Država«. Besedilo le-te govori o propadu države; prva kitica se glasi: »Kdo bo za pijačo dal, ko umrla bo država? / Kdo takrat bo mašo bral, ko umrla bo država? / Kdo bo za sedmino zbral, ko umrla bo država? / Hej, fant, to bo dan, kot ga še ni bilo!« V času osamosvojitvene vojne leta 1991 je bila zato neke vrste himna osamosvojitve.
Naslovna pesem "Hiti počasi" je priredba pesmi "Take It Easy" skupine Eagles, ki je izšla na albumu Eagles leta 1972.

## Seznam pesmi
Vse pesmi je napisal Andrej Šifrer, razen kjer je to navedeno.
| Stran A: Prisojna stran | Stran A: Prisojna stran                  | Stran A: Prisojna stran |
| Št.                     | Naslov                                   | Dolžina                 |
| ----------------------- | ---------------------------------------- | ----------------------- |
| 1.                      | „Poglej ga, novo jutro‟                  | 3:45                    |
| 2.                      | „Brez prijateljev si izgubljen‟ (Nelsen) | 3:36                    |
| 3.                      | „Država‟                                 | 3:41                    |
| 4.                      | „Uspavanka za Evo‟                       | 3:28                    |
| 5.                      | „(Umivajo se naj samo) Umazanci‟         | 2:30                    |

| Stran B: Osojna stran | Stran B: Osojna stran                      | Stran B: Osojna stran |
| Št.                   | Naslov                                     | Dolžina               |
| --------------------- | ------------------------------------------ | --------------------- |
| 6.                    | „Pozdravi doma svojo ženo‟                 | 3:30                  |
| 7.                    | „Šum na srcu‟                              | 3:41                  |
| 8.                    | „Bom splezal na češnjo‟ (ljudska)          | 2:30                  |
| 9.                    | „Zagorski zvonovi‟ (ljudska)               | 3:15                  |
| 10.                   | „Hiti počasi‟ (Glenn Frey, Jackson Browne) | 3:28                  |

### Underground Cowboy
1. "(The Music of) Jackson Browne"
2. "Holdin' On"
3. "Friends"
4. "Underground Cowboy"
5. "Eva's Lullabye"
6. "(Down Where the) Spanish Moss Grows"
7. "I'll Leave It Up to You"
8. "Hey Maria"
9. "On the Tree"
10. "Take It Easy"

## Zasedba
- Andrej Šifrer — vokal
- Duncan Mullins — električna bas kitara
- Mark Howard — kitara, bendžo, mandolina, aranžmaji, spremljevalni vokal
- Tommy Wells — bobni, tolkala
- Blaine Sprouse — violina
- Jerry Douglas — kitara
- Bruce Bouton — kitara
- Jack "Stack-A-Track" Grochmal — snemanje
- Joey Miskulin — producent, klaviature, harmonika, aranžmaji, spremljevalni vokal